# Грилло, Анджело
Анджело Грилло (итал. Angelo Grillo; 1557, Генуя — 1629, Парма) — итальянский поэт.

## Биография
В 1572 году вступил послушником в орден бенедиктинцев. Изучал теологию и философию в монастыре в Сан-Бенедетто-По. Завершив обучение в 1579 году, в течение последующих пяти лет жил в монастыре Брешии. 
К этому же периоду, вероятно, относится и начало его поэтического творчества. В 1584 году начинается переписка Грилло с Торквато Тассо. Годом позже его стихи впервые появляются в печати. Стихи духовного и дидактического плана Грилло публиковал преимущественно под своим именем, а любовные мадригалы — под именем Ливио Челиано (итал. Livio Celiano). Первое отдельное издание стихов Грилло вышло в 1589 году.
В дальнейшем Грилло жил в различных монастырях по всей Италии, в том числе в Риме, Падуе, Генуе, Венеции, Бергамо, Неаполе. Слава его как поэта была при жизни значительна. Он состоял членом семи академий. На стихи Грилло писали песни многие композиторы — прежде всего, Клаудио Монтеверди, но также Орацио Векки, Лука Маренцио, Саломоне Росси.